# Regensburger Straße 4 (Geiselhöring)

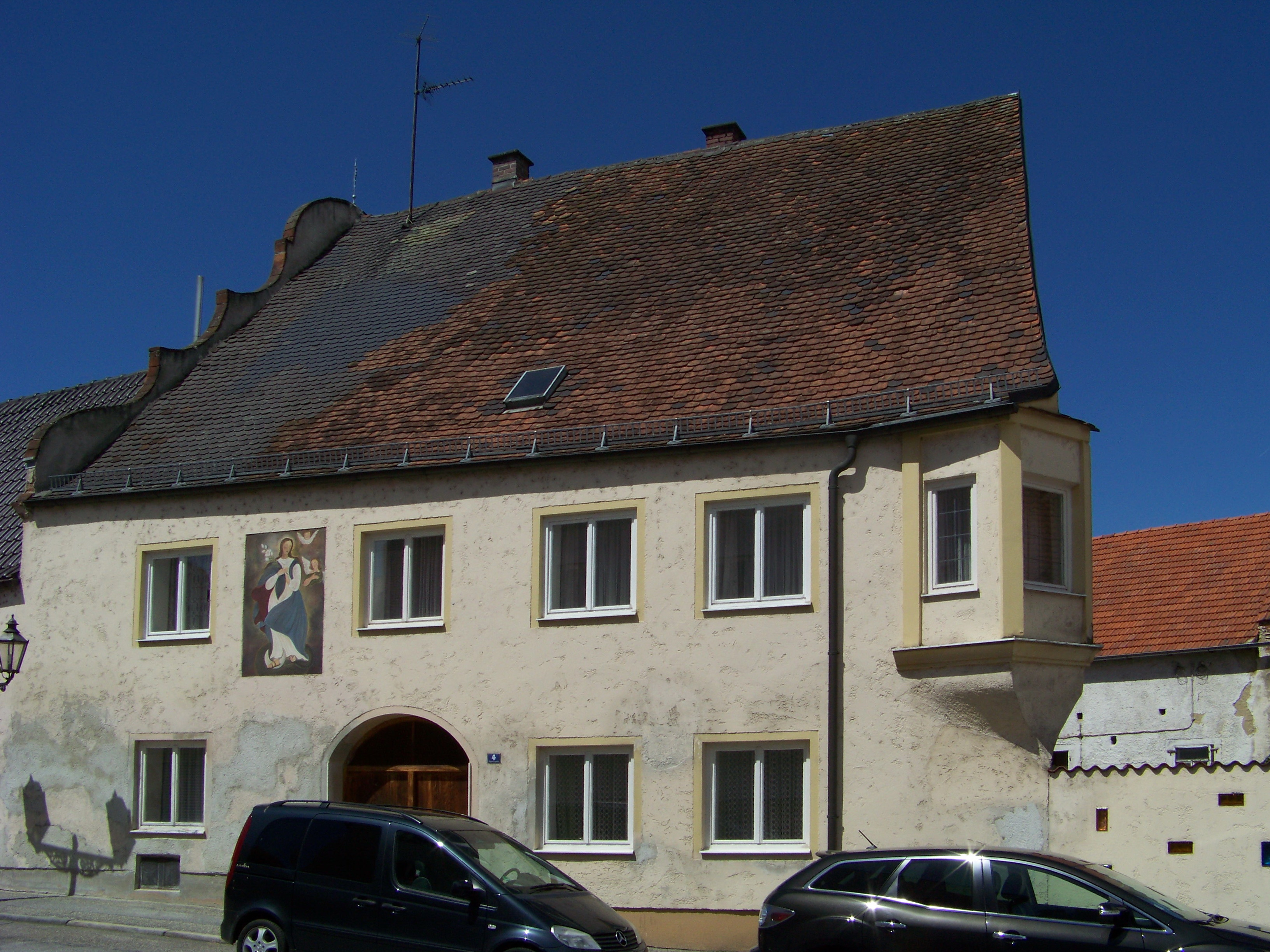
Haus Regensburger Straße 4 in Geiselhöring

Das Haus Regensburger Straße 4 in Geiselhöring, einer Stadt im niederbayerischen Landkreis Straubing-Bogen, wurde vermutlich im 17. Jahrhundert errichtet. Das Gebäude ist ein geschütztes Baudenkmal. Es stand im Jahr 2012 leer und wurde zum Verkauf angeboten.

## Beschreibung
Der zweigeschossige und traufständige Massivbau stammt im Kern aus dem 17./18. Jahrhundert. Er besitzt ein steiles Satteldach und eine gewölbte Durchfahrt. An der Südwestseite befindet sich ein Schweifgiebel und im Osten ein Eckerker. Teile der Fassadenmalerei sind noch vorhanden.
Im repräsentativ gestalteten Erkerzimmer ist die Rahmenstuckdecke erhalten.